# 안토니오 사우라역
안토니오 사우라 역(스페인어: Antonio Saura)은 마드리드 경전철 1호선의 역이다. 마드리드 오르탈레사 구 발데푸엔테스 지역의 산치나로 주택지구에 있으며, 프린시페 카를로스 거리와 안토니오 사우라 거리가 만나는 교차로에 위치해 있다. 요금구역상으로는 A구역에 속한다.

## 역사
2007년 5월 24일 마드리드 경전철 1호선의 개통과 함께 문을 열었다. 1호선 중에서 지상에 위치한 4개 역 중 한 곳이기도 하다.

## 환승 정보
이 역 주변에는 시내버스 정류장이 없다.
지하철
| 마드리드 경전철                       | 마드리드 경전철       | 마드리드 경전철                  |
| ------------------------------------- | --------------------- | -------------------------------- |
| 비르헨 델 코르티호 피나르 데 차마르틴 | 마드리드 경전철 1호선 | 알바레스 데 비야밀 라스 타블라스 |